# Llorenç Barber
Pour les articles homonymes, voir Barber.
Llorenç Barber (né à Ayelo de Malferit le 6 août 1948), est un musicien, compositeur, musicologue et artiste sonore espagnol. Il est l'un des premiers à présenter le minimalisme musical en Espagne et le créateur de propositions telles que « musique plurifocale » (conciertos de ciudad, naumaquias, ou encore « concerts des sens », « concerts itinérants », etc.) ; musiques textuelles, improvisation, et construction d'instruments expérimentaux. Il a joué un rôle important dans la création de collectifs liés à l'art avant-garde et de musique post-moderne. 

## Biographie
Llorenç Barber naît au sein d'une famille qui a fui durant la Seconde Guerre mondiale (en 1945) sa résidence de Versailles, en France. Il étudie le piano, la composition et la direction d’orchestre aux conservatoires de Valence et Madrid, ainsi qu'une licence en Philosophie et Lettres à l'Université Complutense de Madrid, où il dirige el aula de música de 1979 à 1984. 
Il crée le groupe Actum (1973), l'Atelier de Musique mondaine (el taller de música mundana) et le Flatus Vocis Trío (1987) avec Fátima Miranda et Bartomeu Ferrando. Il crée et dirige le festival ensems. À partir de 1990, il enseigne à l'institut d'esthétique de Madrid, et deux plus tard dirige Paralelo Madrid, un cycle de concerts consacré aux « autres » musiques au sein du Cercle des Beaux Arts de Madrid, et crée finalement en 1998 le Festival Nits d'Ailo i Art.